# Wychavon
Wychavon är ett distrikt (motsvarande kommun) i grevskapet Worcestershire i England, Storbritannien. Distriktet har 134 536 invånare (2022). Större orter är Droitwich Spa, Evesham och Pershore. Distriktet är indelat i 92 civil parishes.